# Model Parliament
Model Parliament (inglese: "Parlamento modello") è il termine, attribuito a Frederic William Maitland, usato per definire il Parlamento d'Inghilterra di re Edoardo I del 1295.

## Composizione
Questa assemblea comprendeva membri del clero e dell'aristocrazia, nonché rappresentanti delle varie contee e borough. Ogni Contea inviava due "cavalieri della Contea" (knights of the shire), due borghesi venivano eletti da ogni borough, e ogni città forniva due cittadini (aldermanni). Questa composizione è diventata il modello per i parlamenti successivi, da cui il nome.
Uno schema simile era stato usato dal Parlamento di De Montfort nel 1265, convocato da Simone V di Montfort, sesto Conte di Leicester, nel bel mezzo della seconda guerra dei baroni contro Enrico III d'Inghilterra, padre di Edoardo I.

## Storia
Edoardo I  convocò il Parlamento del Regno d'Inghilterra il 13 novembre del 1295. Nel convocare il Parlamento, Edoardo proclamò nel suo atto (writ) di citazione, "ciò che riguarda tutti, dovrebbe essere approvato da tutti, ed è anche chiaro che i pericoli comuni devono essere affrontati da misure concordate in comune." All'epoca, l'autorità legislativa del Parlamento era limitata e il suo ruolo primario fu quello di imporre le tasse. L'obiettivo preminente di Re Edoardo nella convocazione del Parlamento era di raccogliere fondi per le sue guerre, specificamente per le campagne pianificate contro i francesi e il Regno di Scozia per l'anno successivo e di contrastare un'insurrezione in Galles. Questa "sana gestione delle finanze" tramite tassazione era un motivo per convocare il Parlamento, ma essa fu legata al "Consiglio" del re e come "l'elemento di servizio" per il feudalesimo.
Tuttavia, il Parlamento risultante è diventato un modello per una nuova funzione, l'indirizzamento delle rimostranze verso il re. "I membri eletti erano molto più ansiosi di regolare la seconda funzione: discutere le rimostranze. Si cercò una sorta di quid pro quo: i soldi per la campagna scozzese del 1296 sarebbero stati subito disponibili se certe rimostranze fossero state accolte. Questa coscienza stava crescendo, anche se tutto era ancora in stato embrionale." Il concetto di "Parlamento" era, infatti, tale che la divisione in camera dei comuni e in camera dei Lord non aveva ancora avuto luogo; il Parlamento era un modello unicamerale, convocando 49 Lord a sedersi con 292 rappresentanti del popolo.
Il Parlamento modello ha creato un precedente, per cui ogni "successore di un barone" (che include i Lord spirituali) che hanno ricevuto un mandato di convocazione al Parlamento del 1295 "aveva un diritto legale di ricevere un writ." Tuttavia, tale diritto strettamente ereditario non è stato riconosciuto formalmente fino al 1387.